# Bonggi jezik
Bonggi jezik (banggi, bangay, banggi dusun; ISO 639-3: bdg), jedan od četiri bisaya jezika šire sjevernobornejske skupine afrazijske porodice. Govori se u petnaest sela na otoku Banggi u distriktu Kudat u malezijskoj državi Sabah. 
Najsličniji mu je molbog s Filipina. 1 400 govornika (1990 UBS). U upotrebi je i sabahski malajski [msi].

## Vanjske poveznice
- Ethnologue (14th)
- Ethnologue (15th)